# Celleporaria umbonatoidea
Celleporaria umbonatoidea is een mosdiertjessoort uit de familie van de Lepraliellidae. De wetenschappelijke naam van de soort is voor het eerst geldig gepubliceerd in 1987 door Liu & Li.